# Polo bei den Olympischen Spielen
Polo war erstmals 1900 in Paris bei den Olympischen Spielen im Programm. Bis zu den Spielen 1936 war es vier weitere Male Teil des Programms, wurde ab dann aber nicht mehr ausgetragen. Die finanziellen und logistischen Anforderungen stellten sich nach 1936 vor dem Hintergrund der zunehmenden internationalen Austeritätspolitik, die im Zweiten Weltkrieg mündete, als zu groß dar, sodass der Polosport an Popularität einbüßte und endgültig aus dem Programm fiel.
Bei den Jugend-Sommerspielen 2018 in Buenos Aires war Polo mit 28 Sportlern aus zwölf Nationen als Demonstrationssportart im Programm.

## Übersicht der Wettbewerbe
In Summe nahmen in den fünf Wettbewerben 87 Teilnehmer aus neun verschiedenen Nationen teil. Nur vier Polospielern gelang es, zwei Medaillen zu gewinnen, allesamt Briten.
| Wettbewerb             | 96 | 00 | 04 | 06 | 08 | 12 | 20 | 24 | 28 | 32 | 36 | seit 1948 | Gesamt |
| ---------------------- | -- | -- | -- | -- | -- | -- | -- | -- | -- | -- | -- | --------- | ------ |
| Männer                 |    | •  |    |    | •  |    | •  | •  |    |    | •  |           | 5      |
| Anzahl der Wettbewerbe |    | 1  |    |    | 1  |    | 1  | 1  |    |    | 1  |           | 5      |

## Ewiger Medaillenspiegel
Stand: 1936
| Rang | Land                 | Goldmedaille | Silbermedaille | Bronzemedaille | Gesamt |
| ---- | -------------------- | ------------ | -------------- | -------------- | ------ |
| 1    | Großbritannien       | 2            | 3              | 1              | 6      |
| 2    | Argentinien          | 2            | –              | –              | 2      |
| 3    | Gemischte Mannschaft | 1            | 1              | 2              | 4      |
| 4    | Vereinigte Staaten   | –            | 1              | 1              | 2      |
| 5    | Spanien              | –            | 1              | –              | 1      |
| 6    | Mexiko               | –            | –              | 1              | 1      |